# Entiklar
Entiklar ist eine Fraktion der Gemeinde Kurtatsch in Südtirol. Das etwa 150 Einwohner zählende Dorf befindet sich im Unterland an der Südtiroler Weinstraße, etwa 1,5 Kilometer südlich des Hauptorts Kurtatsch und einen Kilometer nördlich von Margreid. Entiklar liegt umgeben von Weinbergen rund 50 Meter oberhalb der Talsohle des Etschtals auf dessen orografisch rechten, westlichen Seite. Auf einer Hangterrasse oberhalb der Ortschaft befindet sich das ebenfalls zur Gemeinde Kurtatsch rechnende Penon.

## Sehenswertes

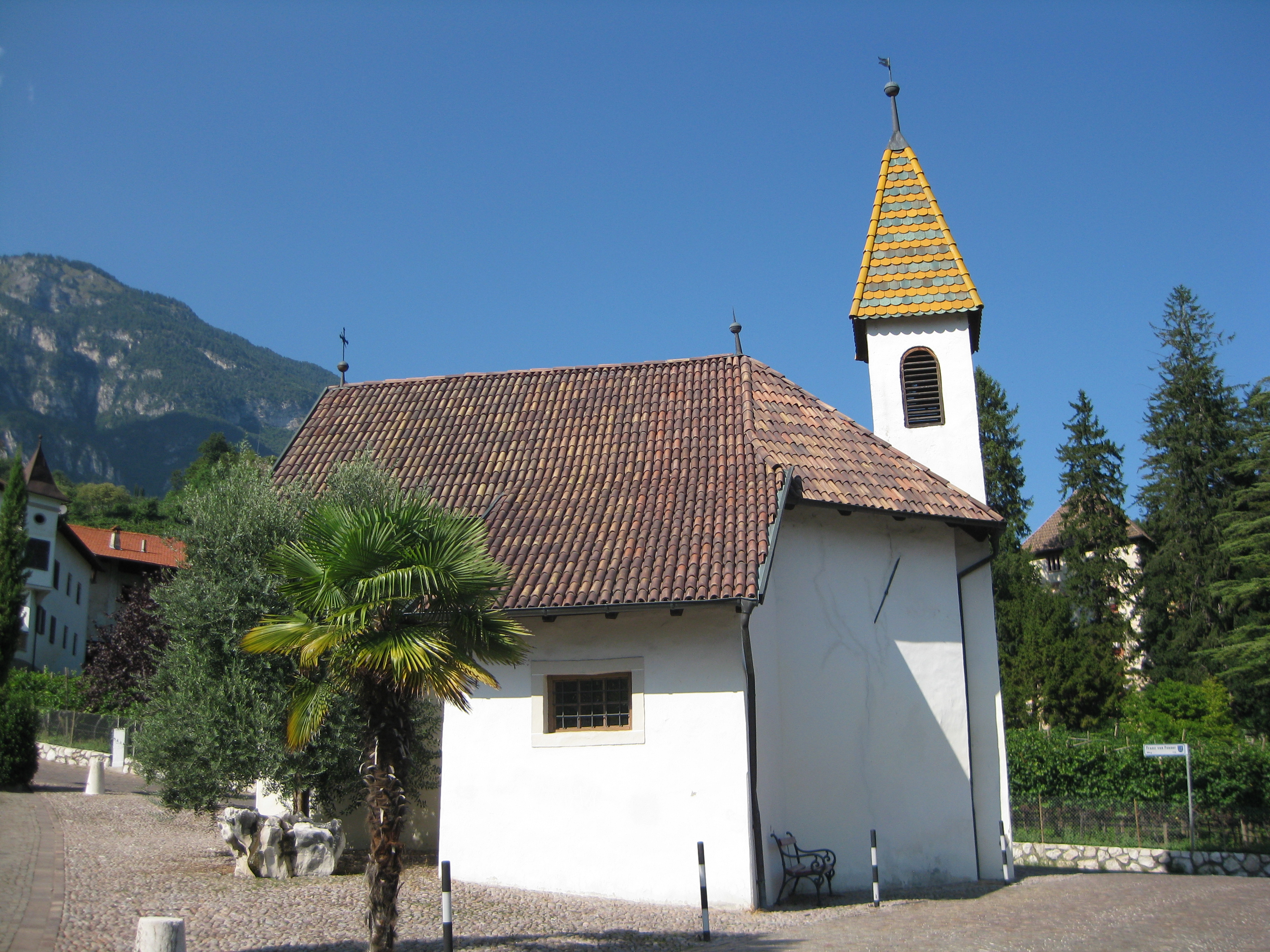
Marienkapelle in Entiklar

Im Zentrum des Dorfes befindet sich die Marienkapelle, ein geschütztes Kulturgut aus dem 17. Jahrhundert: Der einfache Bau mit Türmchen weist im Inneren ein flaches Kreuzgratgewölbe über Pilastern auf, der spätbarocke Altar mit einer Schutzmantelmadonna wird von Skulpturen der Hll. Joachim und Anna flankiert; südseitig ist der Kapelle eine ebenfalls kreuzgratgewölbte Sakristei angebaut. Das Ortsbild wird jedoch vor allem geprägt vom ebenfalls unter Denkmalschutz stehenden Anwesen Turmhof, der heute eine Kellerei beherbergt. Besonders sehenswert ist der Wohnturm aus dem 13. Jahrhundert, die weiteren Gebäudeteile sind jüngeren Datums.

## Geschichte
Die Örtlichkeit ist im sogenannten Vigiliusbrief, einer im 11. Jahrhundert aus älteren Vorlagen redigierten Sammelurkunde, als Linticlare erstgenannt. Der Name ist laut Schneller auf lateinisch lenticularia ‚Linsenfeld‘ zurückzuführen.
Auf einer markanten Moränenkuppe, die sich hinter dem Turmhof auf bis zu 358 Meter Höhe erhebt, liegen die Reste der Burgruine Entiklar. Die zwischen 1259 und 1275 erbaute Anlage der Tiroler Landesfürsten diente einige Zeit als Gerichtssitz. Funde von Stein-, Bronze- und Eisengegenständen im Bereich der Burgruine belegen, dass der Ort schon seit vorgeschichtlicher Zeit besiedelt ist. Von der Burg hat sich nur noch spärliches Mauerwerk erhalten. Bereits im Jahr 1279 ist ein Entiklarer Meierhof mit seinem Inhaber villicus Conzius de Entclar (Meier Kunz von Entiklar) urkundlich fassbar.